# Конакли (Аланія)
Конакли́ (тур. Konaklı) — прибережне курортне містечко в районі Ала́нія провінції Анталія в Середземноморському регіоні Туреччини. Населення — близько 13,5 тисяч мешканців (2012).
Конакли розташований в 120 км від міста Анталія і в 12 км на захід від міста Аланія.
Населення в основному зайняте в сільському господарстві та у сфері обслуговування туристів.
У містечку є поштове відділення, дві поліклініки, два стадіони, гольф-клуб, понад 30 готелів, парк культури.

## Пам'ятки Конакли
- Каплиця
- Мечеть
- Караван-сарай

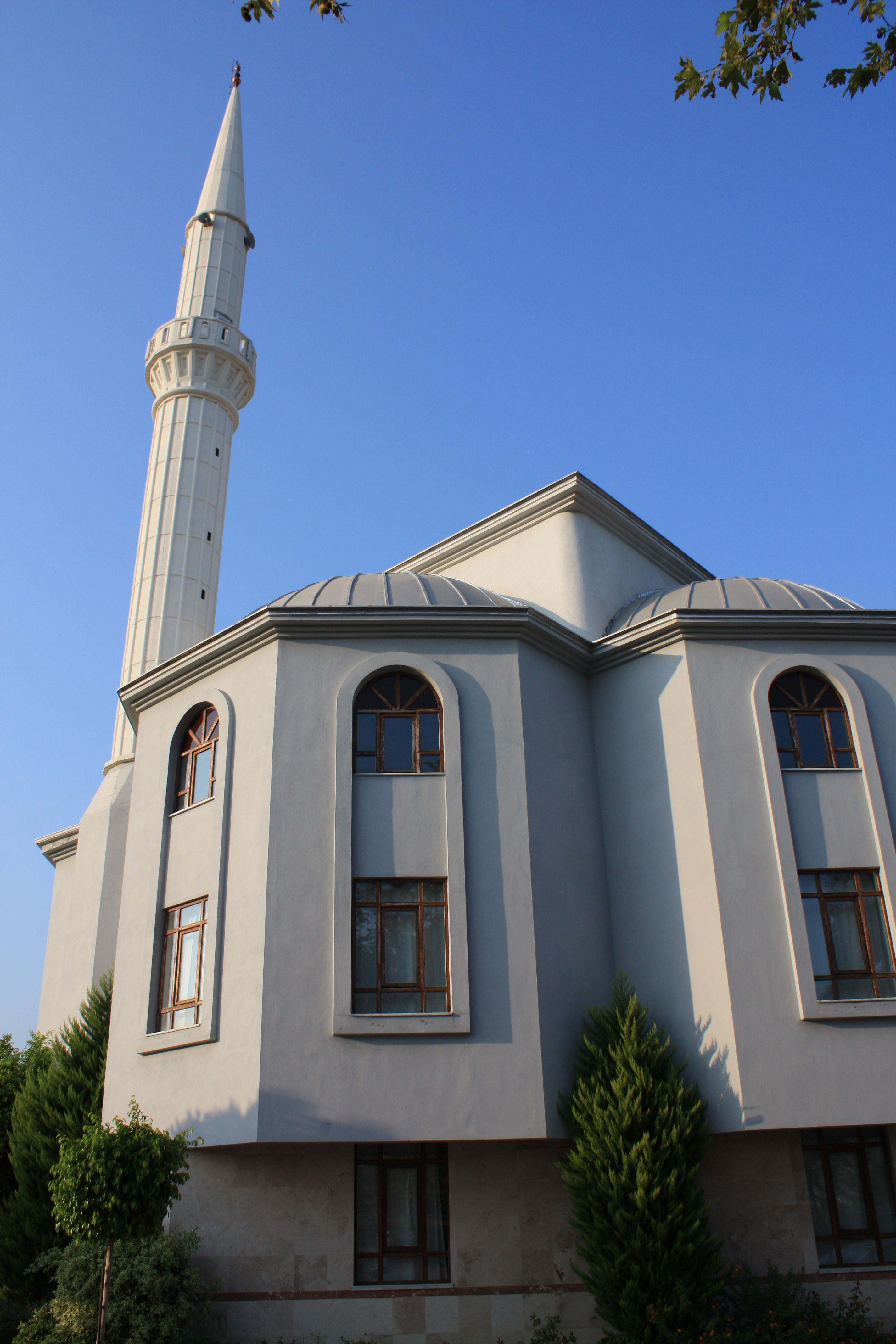
Мечеть Конакли

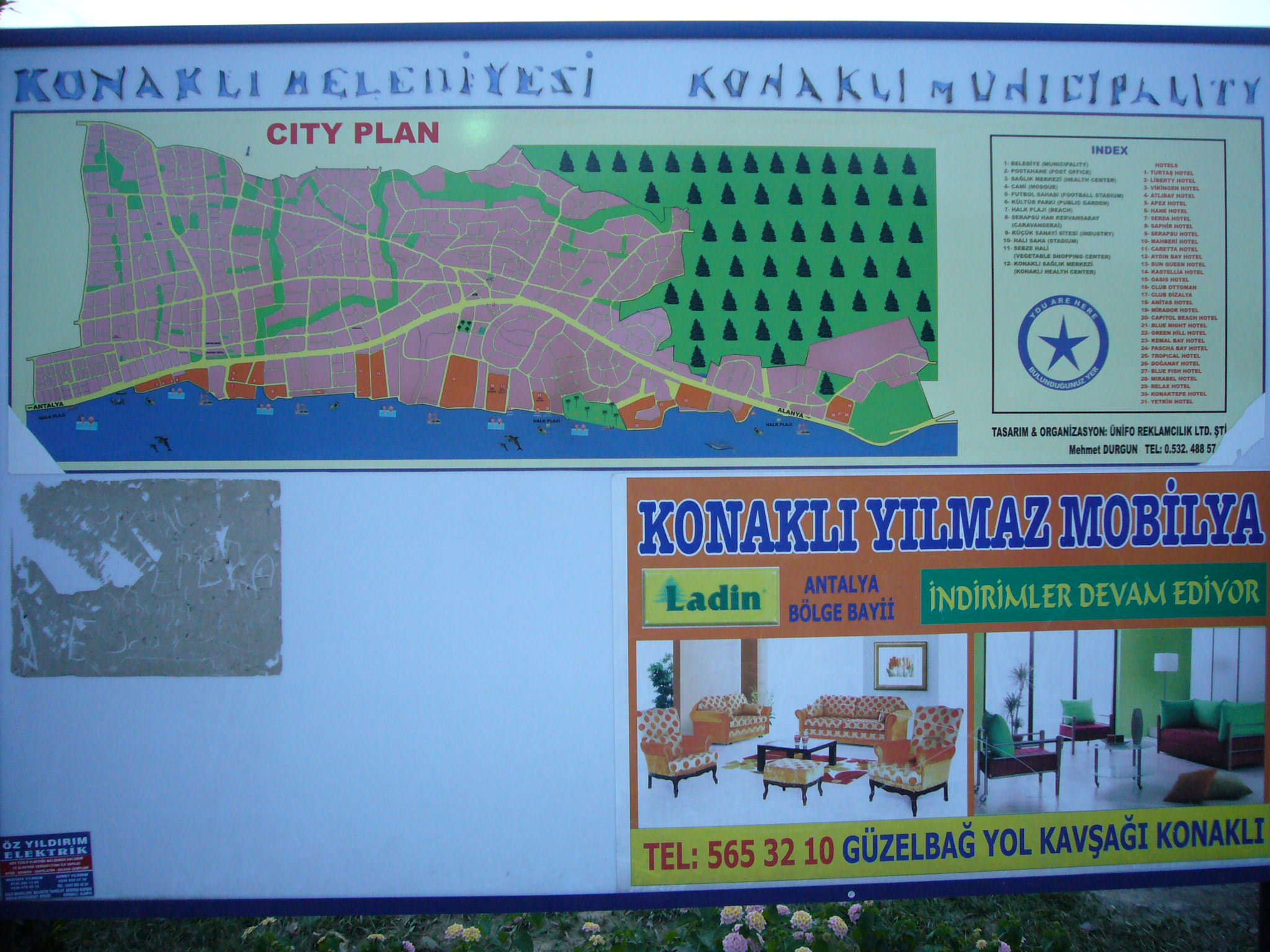
План-схема Конакли

Через Конакли проходить шосе Анталія — Аланія,  яким регулярно ходять автобуси і маршрутні таксі («долмуш») до Аланії.

## Міста-побратими
З 2008 року містом-побратимом Конакли є німецьке місто Гельмштедт.